# 36-24-36
36-24-36 (op de B-zijde van de single Kon-Tiki) is een instrumentale hitsingle van The Shadows, nummer 1-hit in het Verenigd Koninkrijk. Dit nummer staat tevens bekend als de intro van het VARA-tv-popmuziekprogramma Top of Flop (1961-1965), gepresenteerd door Herman Stok en is ook gebruikt als tune van Goud van Oud.

## NPO Radio 2 Top 2000
36-24-36 is het kortste nummer dat tot nu toe (2017) in de lijst heeft gestaan.

| Nummer met noteringen in de NPO Radio 2 Top 2000 | '99  | '00-'01 | '02  | '03  | '04  | '05  | '06  | '07 | '08  |
| ------------------------------------------------ | ---- | ------- | ---- | ---- | ---- | ---- | ---- | --- | ---- |
| 36-24-36                                         | 1470 | -       | 1640 | 1271 | 1493 | 1740 | 1885 | -   | 1894 |

1. ↑  Een '-' betekent dat het nummer niet was genoteerd en een vetgedrukt getal geeft de hoogste notering aan.
2. ↑  Deze tabel is bijgewerkt tot en met de laatste editie (2024).